# Duna-delta
A Duna-delta (románul: Delta Dunării; ukránul: Дельта Дунаю) 3446 km²-nyi területével Európa második legnagyobb deltatorkolata, nagyrészt Románia, kisebb részben (kb. 20%) Ukrajna területén.

## Földrajz
A Duna-delta délnyugaton a Dobrudzsai-fennsíkkal határos, északon a román–ukrán határt képezi, keleten a Fekete-tengerbe torkollik.
A Duna Pătlăgeanca mellett két ágra szakad: északon Chilia és délen Tulcea. A déli ág Ceatal Sf. Gheorghe mellett megint ketté válik: Sulina és Sfântul Gheorghe (Szent-György). 
2500 évvel ezelőtt (Hérodotosz szerint) a Dunának hét ága volt.
A Chilia-ág a vízhozam 60%-át szállítja. Az évi 67 millió tonnányi hordalék következtében a Duna-delta területe évente kb. 40 négyzetméternyit növekedik.
A Sulina-ág a Delta közepén helyezkedik el, és a Chiliától eltérően egyenes vonalú. A medrét állandóan kotorják a hajózhatóság érdekében. A hossza 71 km és a víz 18%-át szállítja.
A Szent-György ág délkeleti irányú és 112 km hosszú. A torkolatnál találhatók a Sacalin-szigetek.
Jelenleg két mesterséges csatorna is van a Duna-deltán keresztül, mindkettő a román részen. 2004-ben Ukrajna elindította a Bisztroje-csatorna munkálatait amely még egy hajózási útvonalat jelent majd a Duna-Delta ukrán szakasza és a Fekete-tenger között. Az Európai Unió azt tanácsolta Ukrajnának, hogy állítsa le az építést, mivel valószínűleg károsítani fogja a Delta vízivilágát, Románia pedig a Nemzetközi Bíróság elé készül vinni az ügyet. Leonyid Kucsma elnöksége alatt az ukrán fél folytatta az építkezést. Juscsenko elnök 2005-ös romániai látogatása alatt a két fél megegyezett, hogy a csatorna további sorsát szakmai szempontok szerint döntik el. Hosszú távon Ukrajna mindenképpen csatornát tervez, ha nem a Bisztrojét, akkor egy másikat. 
1991-ben a Duna-delta a Világörökség része lett.

## Természet és állatvilág
Több mint 1200 növényfaj, 300 madárfaj és 45 édesvízi hal honos itt. A Duna-delta területéből 2733 km² szigorúan védett. Több millió madár jár vissza évente költeni a Föld különböző vidékeiről.
Védett állatfajok:
- Nagy kócsag (Egretta alba)
- Kis kócsag (Egretta garzetta)
- Rózsás gödény (Pelecanus oncrotalus)
- Borzas gödény (Pelecanus crispus)
- Bütykös ásólúd (Tadorna tadorna)
- Vörös ásólúd (Tadorna ferruginea)
- Kanalasgém (Platalea leucorodia)
- Gólyatöcs (Himantopus himantopus)

## Lakosság
A Deltában körülbelül 15 000 ember él, a legtöbben a hagyományokat követve halásznak, csónakokkal. A lakosok egy része lipován nemzetiségű, akik vallási okokból menekült óhitű oroszok leszármazottai.

## Története
A 15. századtól, pontosabban 1417-től kezdve a Duna-delta a Török Birodalom része, az előtt főleg bolgár fennhatóság alatt állt Dobrudzsával együtt. A Drinápolyi békével (1829) átmenetileg orosz fennhatóság alá kerül a delta vidék, de a krími háborút lezáró 1856. évi párizsi béke a Duna-deltát átmenetileg (1878-ig) ismét a Török Birodalomnak juttatta. Egyúttal alakítottak egy nemzetközi bizottságot, amely a hajózást segítette elő. 1878-ban, a végleg függetlenné vált Románia része lett Dobrudzsával egyetemben, a berlini kongresszus alapján. Az 1950-es években Periprava mellett munkatábort alakítottak ki, ahova 1959 és 1964 között politikai foglyok ezrei kerültek. A munkatábort 1977-ben zárták be. Ma természetvédelmi terület, a világörökség része.

## Fordítás
- Ez a szócikk részben vagy egészben a Danube Delta című angol Wikipédia-szócikk fordításán alapul.  Az eredeti cikk szerkesztőit annak laptörténete sorolja fel. Ez a jelzés csupán a megfogalmazás eredetét és a szerzői jogokat jelzi, nem szolgál a cikkben szereplő információk forrásmegjelöléseként.
- Ez a szócikk részben vagy egészben a Delta Dunării című román Wikipédia-szócikk fordításán alapul.  Az eredeti cikk szerkesztőit annak laptörténete sorolja fel. Ez a jelzés csupán a megfogalmazás eredetét és a szerzői jogokat jelzi, nem szolgál a cikkben szereplő információk forrásmegjelöléseként.